# Stilleven met blauw tafelkleed
Stilleven met blauw tafelkleed (Still Life with Blue Tablecloth) is een schilderij van de Franse kunstschilder Henri Matisse uit 1909.
Het is uitgevoerd in olieverf op doek en meet 88,5 x 116 cm. Het bevindt zich in de Hermitage in Sint-Petersburg.
Het schilderij was van 6 maart t/m 17 september 2010 te zien op de tentoonstelling Matisse tot Malevich; Pioniers van de moderne kunst uit de Hermitage in de Hermitage in Amsterdam.